# Pravoslavný hřbitov (Olšany)
Pravoslavná část Olšanských hřbitovů je pohřebiště určené pro zesnulé osoby pravoslavného vyznání v Praze.
Ústřední částí pravoslavného pozemku je nevelký chrám Zesnutí přesvaté Bohorodice postavený v ruském stylu ve 20. letech 20. století. Zde se mimo pravidelných nedělních bohoslužeb, kterých se účastní převážně rusky hovořící věřící, konají také pohřební obřady a vzpomínkové liturgie za zesnulé (panychidy).

## Pohřbení

### Pohřbení vchrámové kryptě

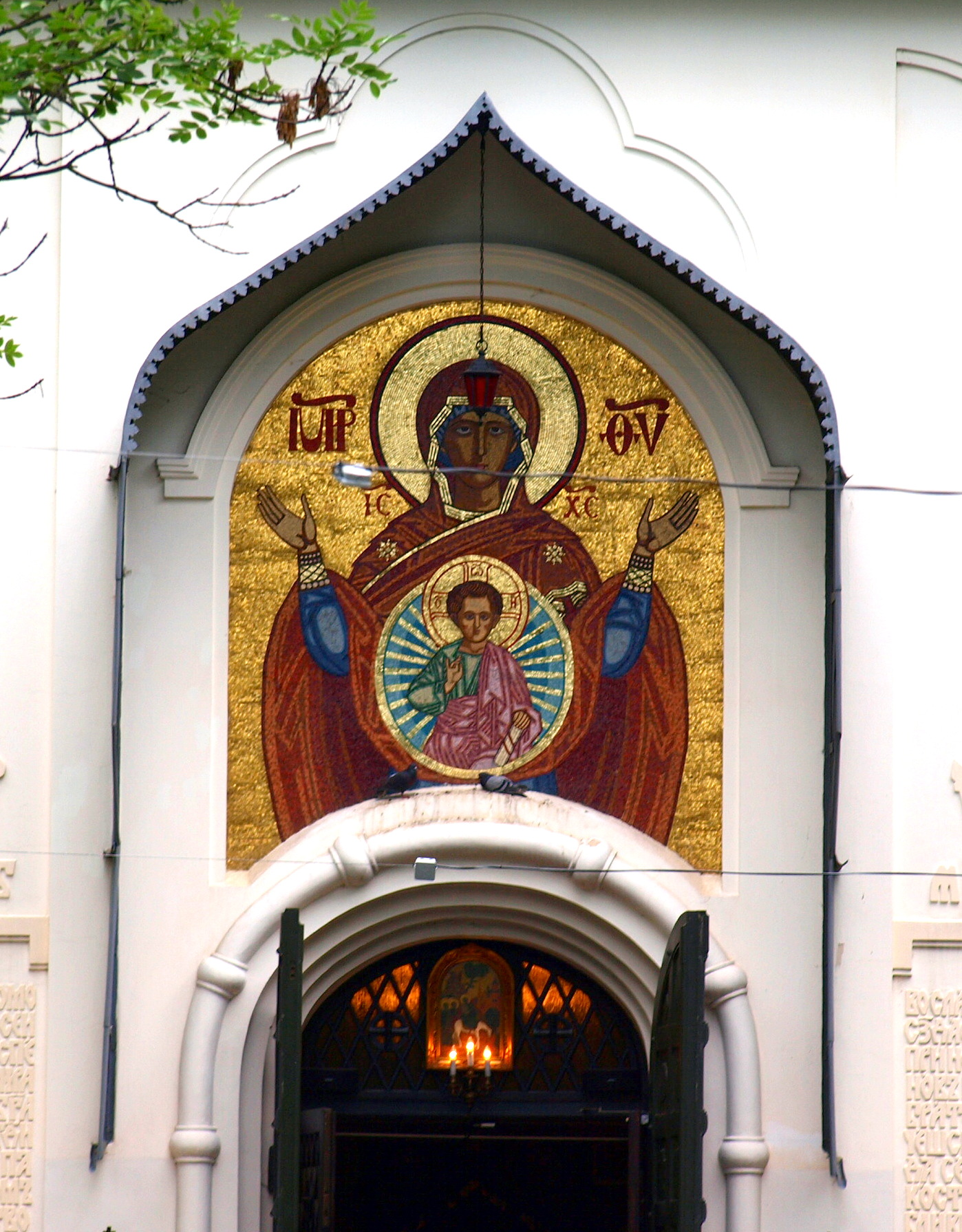
Mozaika Boží Matky

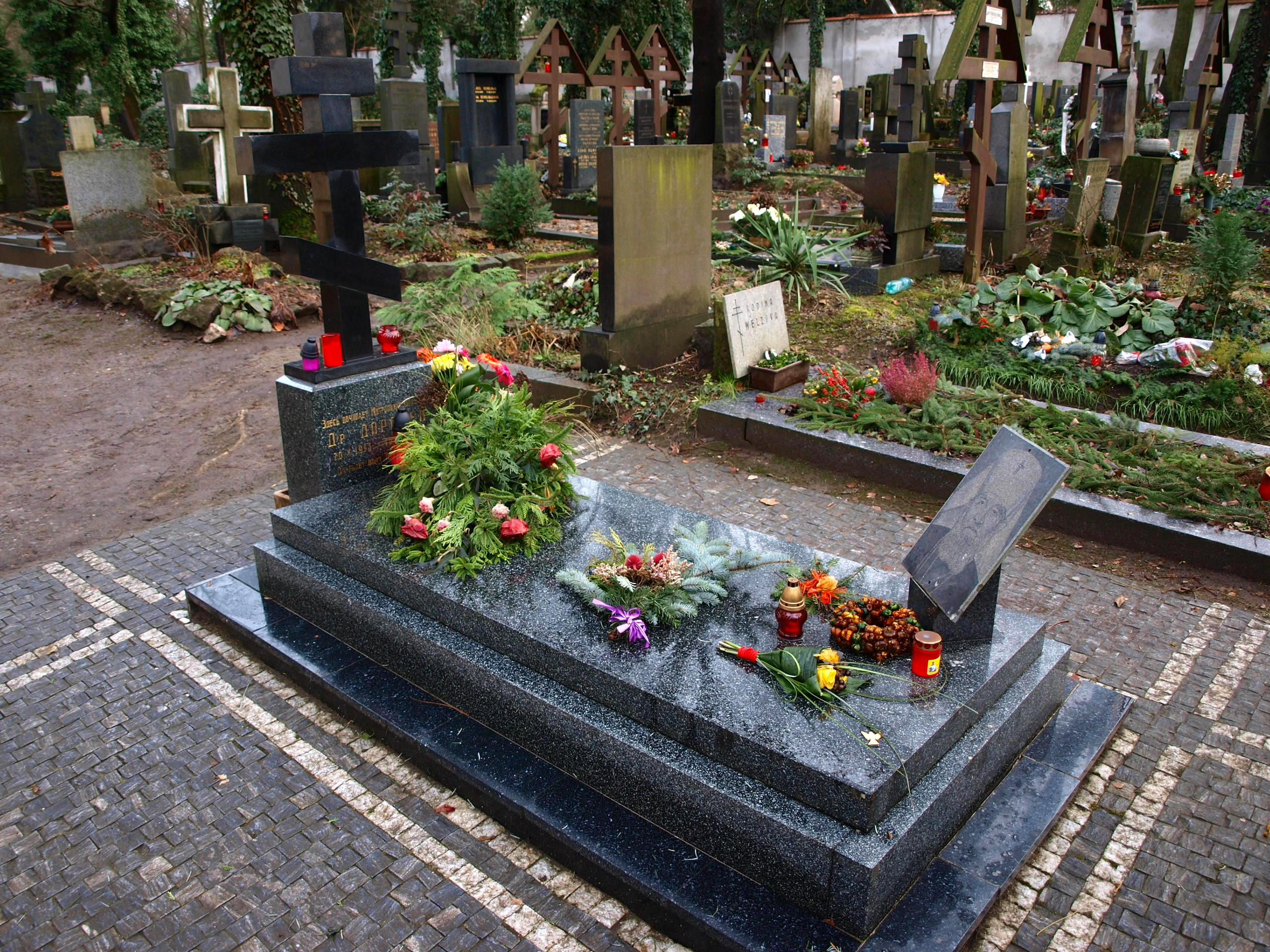
Hrob vladyky Doroteje, metropolity pražského, arcibiskupa Pravoslavné církve v českých zemích a na Slovensku

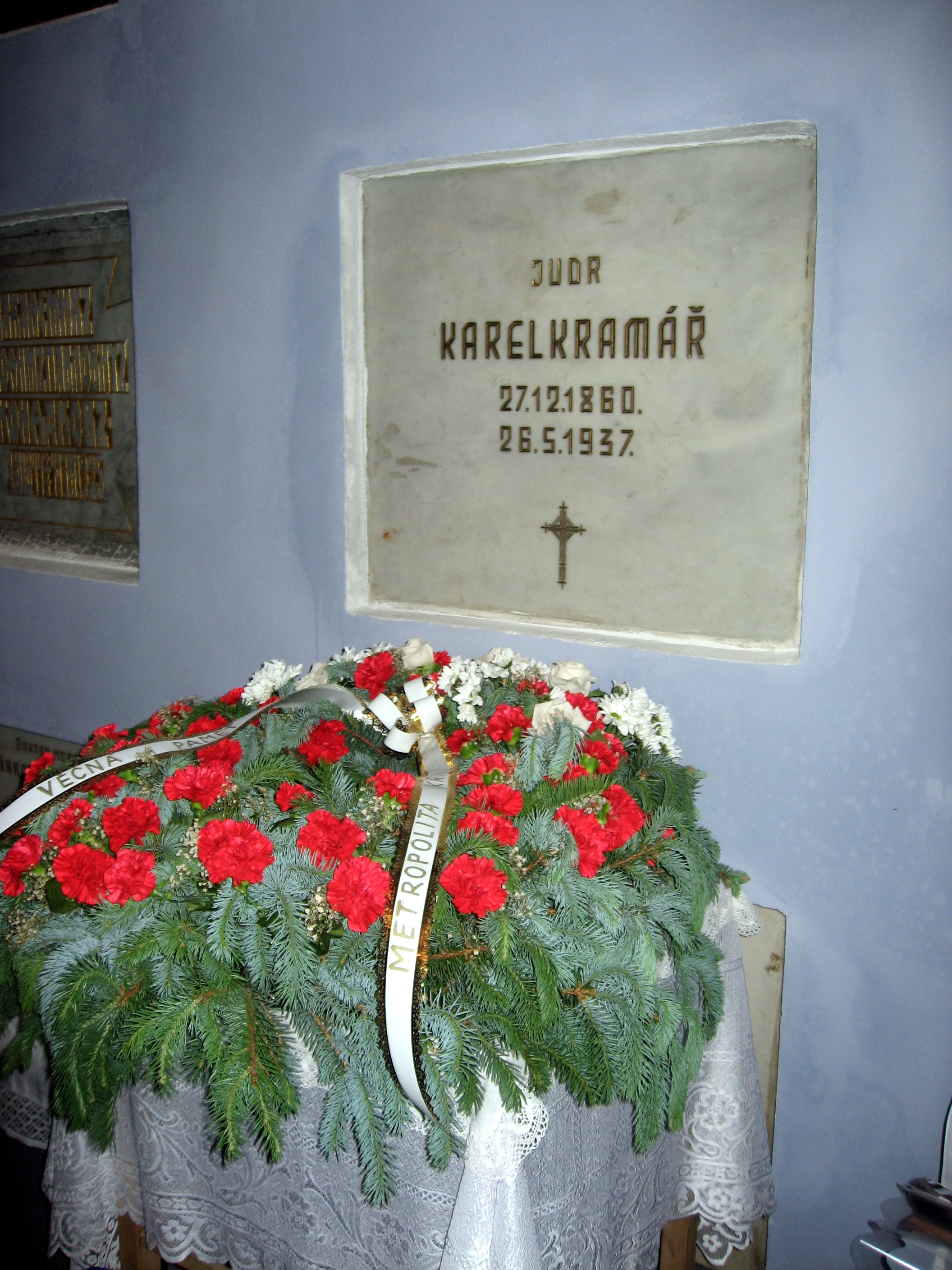
Místo posledního odpočinku Karla Kramáře v kapli Uspěnského chrámu

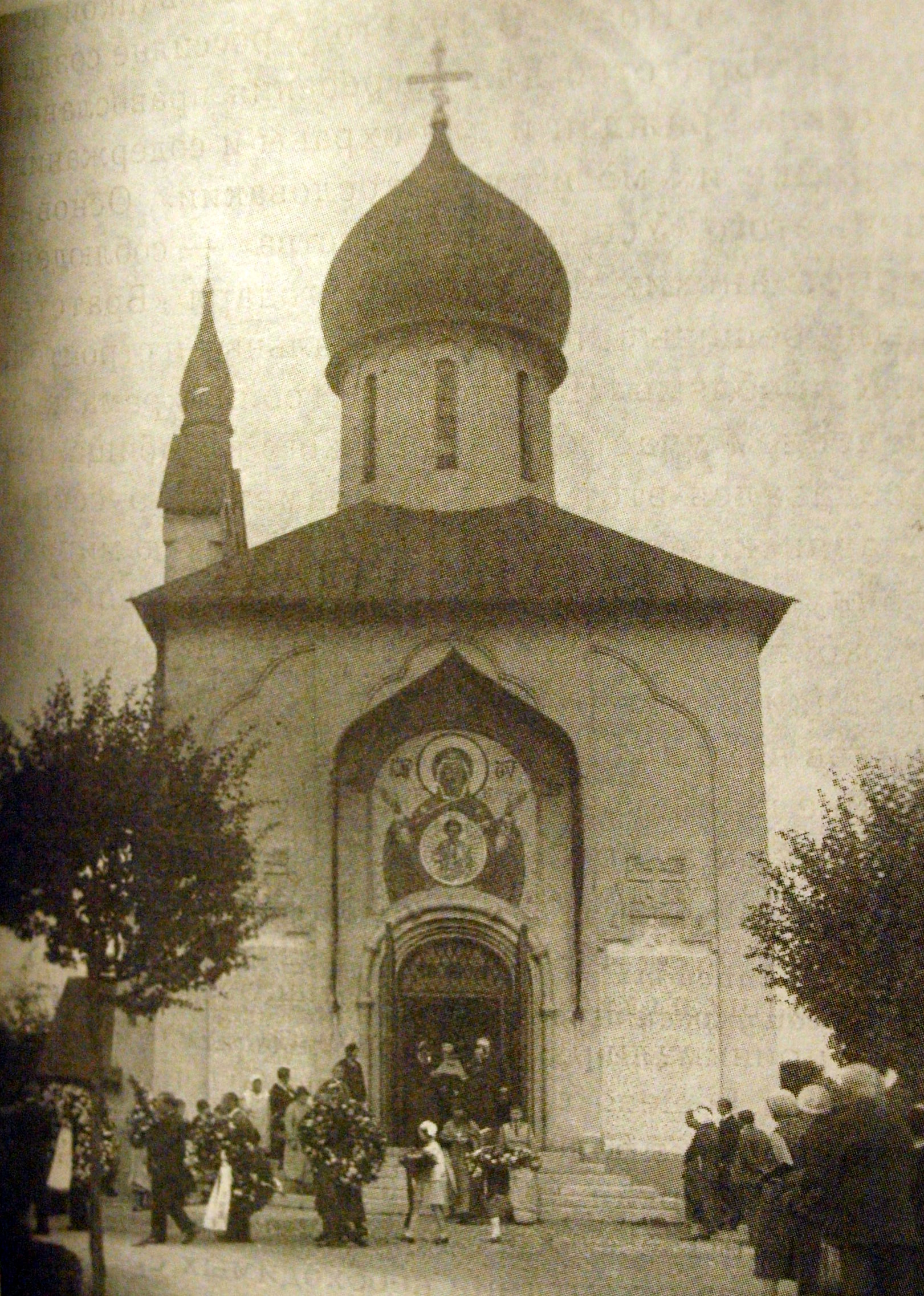
Pohřeb generála Lvova

V podzemní části chrámu se nachází krypta – kaple zasvěcená svaté Sofii, kde jsou uloženy ostatky zakladatelů chrámu a některých dalších významných osobností. Jsou zde pochováni například:
- Karel Kramář – předseda vlády ČSR
- Naděžda Nikolajevna Kramářová – manželka Karla Kramáře
- akademik Nikodim Pavlovič Kondakov – historik, znalec byzantského a staroruského umění,
- generál T. A. Semernikov, ředitel Donské kadetské školy
- gen. S. A. Voronin
- gen. Nikolaj Nikolajevič Šilling
- profesor S. S. Gruzděv
- prof. Fjodor Andrejevič Ščerbina – historik, kozácký politik, spisovatel
- ing. Nikolaj Nikolajevič Ipaťjev – ruský konstruktér, majitel Ipaťjevova domu v Jekatěrinburgu, kde bolševici zavraždili ruského cara Mikuláše II. s manželkou Alix, dětmi a několika věrnými služebnými.

### Hřbitovy

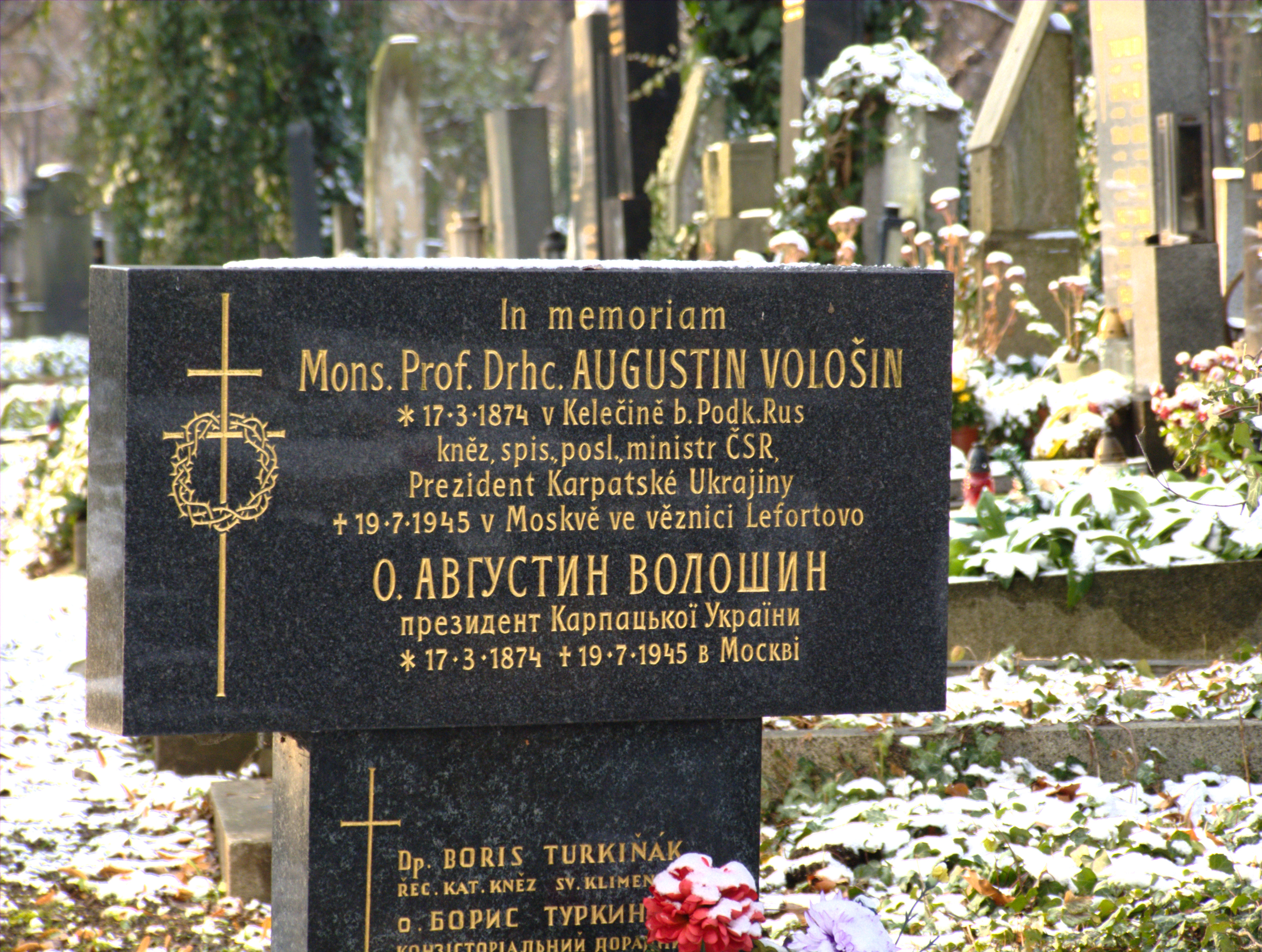
Hrob Augustina Vološina, duchovního Borise Turkiňáka a muzikoložky Olgy Dutkové.

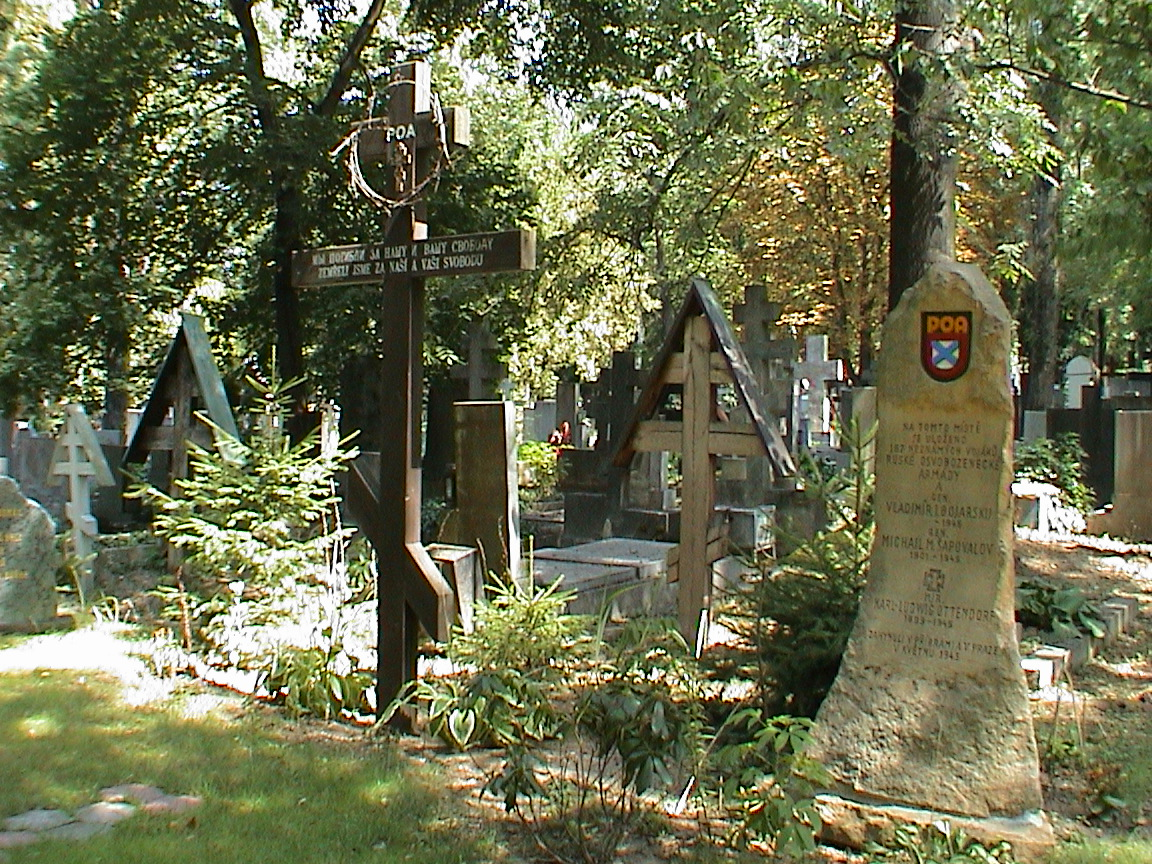
Hromadný hrob vojáků Ruské osvobozenecké armády

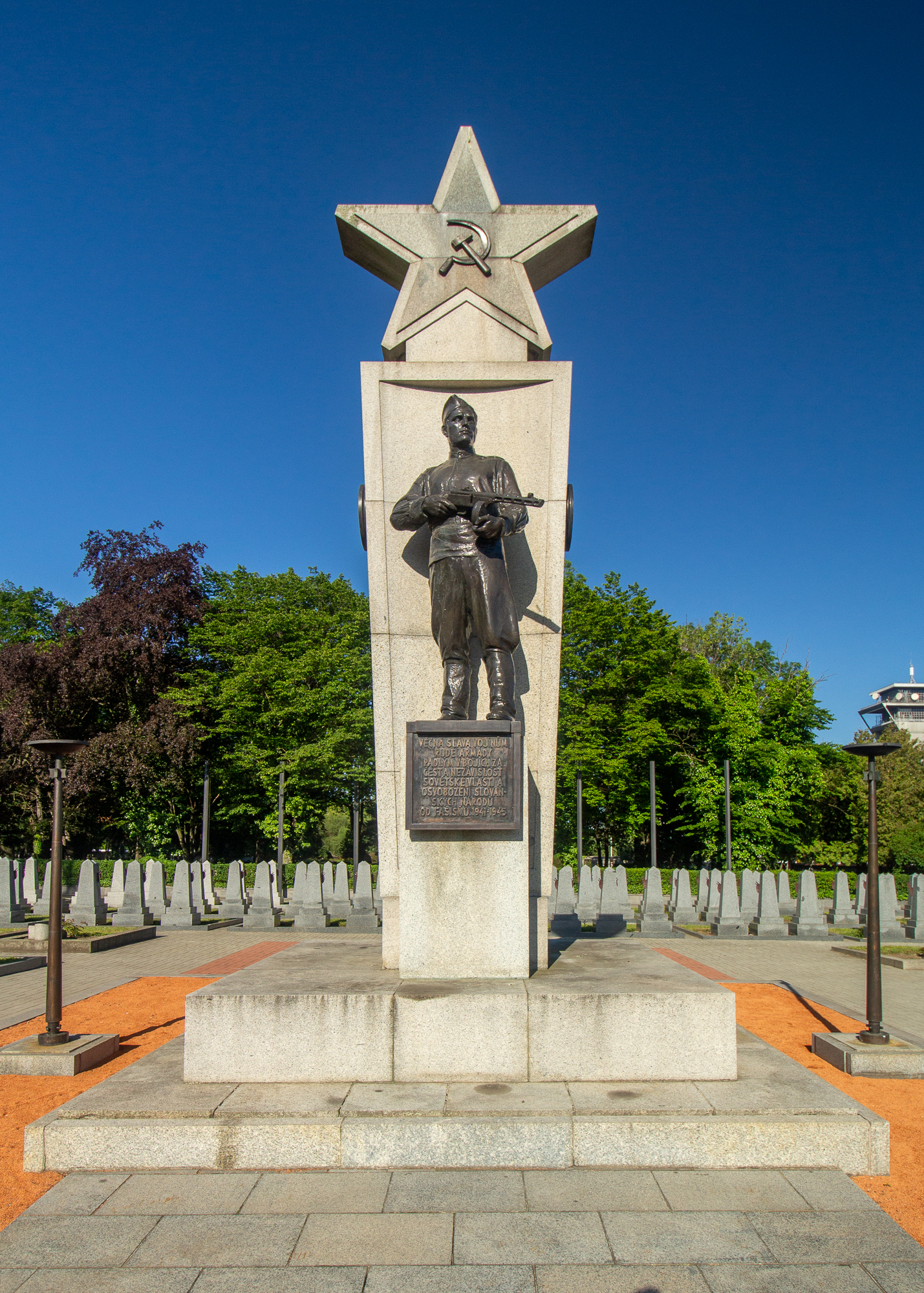
Čestné pohřebiště vojáků Rudé armády

Místo posledního odpočinku na Olšanském pravoslavném hřbitově okolo chrámu našlo mnoho významných osobností, které byly nuceny opustit svou vlast po bolševické revoluci v Rusku. V pravoslavné části Olšanských hřbitovů jsou pochovány tyto osobnosti:
- Vladyka Dorotej – metropolita pražský a archiepiskop Pravoslavné církve v českých zemích a na Slovensku, významný církevní činitel 20. století, jenž byl hlavou čs. církve od roku 1964. (Pochován 4. ledna 2000 v těsné blízkosti chrámu).
- akademik Nikolaj Ivanovič Andrusov – geolog, mineralog, paleontolog, přispěvatel encyklopedie Brockhaus-Efron, člen Ruské akademie věd, otec geologa prof. D. M. Andrusova. Jeho manželkou byla Naděžda Henrichovna Schliemannová, dcera objevitele Tróje, Heinricha Schliemanna
- Alexandr Andrejevič Archangelskij – ruský sbormistr a sborový skladatel duchovní hudby, na Olšanech byl pohřben v letech 1924-25, poté byly jeho ostatky převezeny do Petrohradu (Leningradu) a uloženy na Tichvinském hřbitově Alexandro-něvské lávry
- Nikolaj Ivanovič Astrov – politik a veřejný činitel, moskevský primátor
- Arkadij Timofejevič Averčenko – spisovatel, satirik
- gen. Nikolaj Valerianovič Bibikov – varšavský primátor, generál jezdectva, člen ruského šlechtického rodu Bibikovových
- Naděžda Brusilovová-Želichovová (1864–1938) – vdova po generálu Alexeji A. Brusilovovi, organizátorovi slavné Brusilovovy ofenzivy z roku 1916, pozdějším vrchním veliteli ruské armády (1917) a inspektoru ruského carského jezdectva.
- Spiridon Feodosijevič Čerkasenko – ukrajinský spisovatel
- gen. Viktor Vasiljevič Červanin – generálmajor, člen generálního štábu carské armády, bělogvardějec
- Alexandr Vasiljevič Čičerin – člen starého ruského šlechtického rodu Čičerinů, poručík carské armády, zemřel hrdinně v roce 1813 v bitvě u Chlumce, syn generála V. N. Čičerina
- Jevgenij Nikolajevič Čirikov– spisovatel, dramaturg
- gen. Vasilij Timofejevič Čumakov – generálmajor kozáckého Vojska donského
- Jurij Darahan – ukrajinský básník, člen tzv. pražské školy ukrajinských emigrantů
- Alexandr Alexejevič Děmjanov – právník, člen Státní dumy Ruského impéria, ředitel oddělení ruského ministerstva spravedlnosti, svobodný zednář
- Olga Dutková (1910-2004) – muzikoložka a sbormistryně
- akademik Vladimir Andrejevič Francev – filolog
- prof. Pavel Ivanovič Georgijevskij – ekonom, ruský senátor
- Nikolaj Alexandrovič Chodorovič – ruský generál, který byl jedním z těch, kdo se zasadil o vznik České družiny – předchůdkyně československých legií v Rusku.
- Jiří Mackevič (1887–1941) – ruský legionář a brigádní generál československé armády
- V. S. Iljin – biolog
- prof. N. V. Jastrebov – filolog
- kněžna Natalia Grigorjevna Jašvili – malířka a mecenáška
- prof. Michail Mefodijevič Katkov – právník, profesor Kyjevské univerzity, příbuzný redaktora a kritika M. N. Katkova
- Alexandr Alexandrovič Kiesewetter – historik, politik[1]
- gen. Vasilij Fadějevič Kirej – ruský vojenský činitel, bělogvardějec
- Pjotr Antonovič Krečevskij – spisovatel, politik, historik
- Ivan Ivanovič Lapšin – historik, filosof
- Levickij – pěvec
- prof. Jevgenij Alexandrovič Ljackij – filolog[2]
- ing. Alexej Stěpanovič Lomšakov – člen carské Státní dumy
- N. V. Lvov – generál
- Viktor Malcev – baletní mistr, choreograf, pedagog a kritik
- E. F. Maximovič – historik
- Dmitrij Ivanovič Mejsner – politik, právník, novinář
- Benedikt Alexandrovič Mjakotin – historik, spisovatel, politik a veřejný činitel
- V. J. Naletov – atman vojska donského
- Vasilij Ivanovič Němirovič-Dančenko – spisovatel, bratr režiséra a dramatika Vladimíra Ivanoviče Němiroviče-Dančenka, patron básníka D. M. Ratgauze
- prof. Pavel Ivanovič Novgorodcev – právník a filosof
- G. Palčikov – admirál
- Ivan Iljič Petrunkevič – politik a veřejný činitel, člen carské státní dumy
- S. P. Postnikov – historik
- Daniil Maximovič Ratgauz – básník, jeho patronem byl V. I. Němirovič-Dančenko
- T. N. Rodzjanková (roz. Jašviliová).
- N. I. Sadovskij – filosof
- Nikolaj Petrovič Savickij – štábní kapitán carského dělostřelectva, člen Státní rady Ruského impéria, předseda carských dvořanů
- Pjotr Nikolajevič Savickij – sociolog a geograf, básník a publicista
- dr. Nikolaj Ananjevič Stachovskij – lékař, politik a diplomat
- gen. Terentij Michajlovič Starikov – generálmajor carského Vojska donského a Ozbrojených sil Jižního Ruska, bělogvardějec
- prof. Vsevolod Viktorovič Stratonov – astrofyzik, děkan matematicko-fyzikální fakulty Moskevské univerzity
- Hryhorij Mykytovyč Sydorenko - ukrajinský politik a diplomat
- gen. Sergej Arefjevič Ščepichin – ukrajinský kozák, generálmajor, člen carského generálního štábu
- Josef Antonovič Šebor – klasický filolog, slavista, latinista
- Ivan Stěpanovič Šlepeckij – politik, strýc Andreje Stěpanoviče Šlepeckého
- akademik Jevgenij Francevič Šmurlo – historik, přispěvatel Brockhaus-Efronovy encyklopedie
- Ludmila V. Šrutová
- hraběnka S. N. Tolstá
- Sergej Alexandrovič Trailin – generál a hudební skladatel
- dr. Boris Turkiňák – řeckokatolický duchovní u sv. Klimenta
- Lev Nikolajevič Urvancov (1865–1929) – dramaturg
- Augustin Vološin (1874–1945) – první prezident Karpatské Ukrajiny
- Michail Ivanovič Zabejda-Sumickij – běloruský operní pěvec, hudební pedagog
- Vasilij Ivanovič Zacharka – běloruský politik a pedagog, předseda Běloruské národní rady a prezident Běloruské lidové republiky v emigraci
- matka a sestra spisovatele V. V. Nabokova

## Čestná a vojenská pohřebiště
Na čestném vojenském pohřebišti je pochováno také mnoho padlých ruských a sovětských, podobně jako bulharských a dalších vojáků pravoslavných národů z první i druhé světové války.
- gen. Maxim Jevsejevič Kozyr – † 1945, generál Rudé armády, hrdina SSSR[3]
- major Alexej Michajlovič Vatagin – † 1945, důstojník Rudé armády, hrdina SSSR[4]
- Mažit Džunusov – † 1945, důstojník Rudé armády, hrdina SSSR[5]
- Nikolaj Pavlovič Dmitrijev – † 1945, sovětský letec, hrdina SSSR[6]